# Фланговое движение
Фланговое движение (также Фланговый марш, Обходной марш) — движение войск, производимое параллельно фронту расположения противника. 
Подобные движения предпринимаются, например, при обходах противника, при сосредоточении войск к известной точке стратегического фронта, при перемене пути действий. Фланговые движения затруднительны и опасны. Затруднения происходят оттого, что войскам приходится во время марша прикрывать движение тыловых частей, все время находясь между ними и противником, что снижает скорость движения войск. Опасность фланговых маршей заключается в том, что пока войска не придут на новые позиции, до тех пор они не имеют естественного пути отступления, и, если они будут атакованы во время совершения марша, то им придется вести бой в крайне невыгодных условиях. Несмотря на эти невыгодные свойства фланговых движений, они применяются весьма часто для создания неожиданности для противника.
Военное искусство рекомендует целый ряд мер для ослабления опасности фланговых движений:
- высылка сильных прикрывающих частей в сторону противника;
- исполнение движения под прикрытием труднодоступной местности или преграды (болот, лесныx пространств, горныx хребтов, рек);
- скрытность и быстрота движения;
- выбор из большого числа дорог;
- нахождение на возможно более далёком расстоянии от противника;
- демонстрации — отвлечение внимания противника движением части войск в сторону, противоположную той, куда направляется главное движение.

Военная история представляет много примеров замечательных фланговых движений, приведших к серьезным последствиям: таковы, например марш армии:
- Фридриха Великого на поле сражения при Лейтене в 1757 году;
- Бонапарта 1796 года, перед сражением при Арколе;
- Наполеона 1805 года вдоль Дуная, от Ульма к Вене;
- Даву 1809 года, от Регенсбурга к реке Абенс;
- М. И. Кутузова 1812 года, от Боровского перевоза к Красной Пахре;
- Вердера 1871 года, от Везуля к Бельфору;
- И. Д. Лазарева 1877 года, перед сражением при Авлиаре;
- и другие.